# Чарский, Евгений Гаврилович
Евгений Гаврилович Чарский (1919, Китайгород — 1993, Ростов-на-Дону) — советский художник.

## Биография
В 1932—1939 годах учился в Ростовском художественном училище имени М. Б. Грекова. В 1939 году сдал экзамены в Ленинградский институт живописи, скульптуры и архитектуры имени И. Е. Репина. Призван в Советскую армию, в 1941—1945 годах принимал участие в Великой Отечественной войне. Награждён медалями «За оборону Кавказа» и «За победу над Германией». По окончании службы продолжил обучение в Ленинграде у профессоров Михаила Ивановича Авилова, Рудольфа Рудольфовича Френца. Обучение окончил с отличием. В период с 1952 по 1955 преподавал в училище имени М. Б. Грекова в Ростове-на-Дону. С 1946 по 1980 годы фактически каждый год принимал участие в городских, зональных, областных, республиканских, всесоюзных и международных выставках советского искусства. С 1952 по 1979 годы было регулярно ездил в творческие поездки по Волге, Дону, в Крым, Ставрополье, в Горки Ленинские. Член Союза художников СССР. Работы Евгения Гавриловича находятся в Ростовском, Таганрогском, Архангельском, Ставропольском, Вологодском музеях изобразительных искусств, в различных краеведческих музеях России, в европейских, японских, американских и российских частных коллекциях.

## Семья
Все члены семьи напрямую принадлежат сфере изобразительного искусства
Жена: Ирина Чарская — заслуженный художник РСФСР, (1923—2015)
Дети: Чарский, Алексей Евгеньевич — российский художник-плакатист, книжный иллюстратор;
Чарский Сергей Евгеньевич — архитектор;
Внуки: Евгений Чарский — известный российский графический дизайнер,Чарская Денис Сергеевич.
Правнуки: Чарская Анастасия Денисовна, Чарская Александра Евгеньевна, Чарская Виктория Денисовна, Чарский Алексей Евгеньевич, Чарская Евгения Евгеньевна